# Anoplodactylus sandromagni
Anoplodactylus sandromagni is een zeespin uit de familie Phoxichilidiidae. De soort behoort tot het geslacht Anoplodactylus. Anoplodactylus sandromagni werd in 1996 voor het eerst wetenschappelijk beschreven door Krapp. 